# Münzkabinett der Universität Uppsala

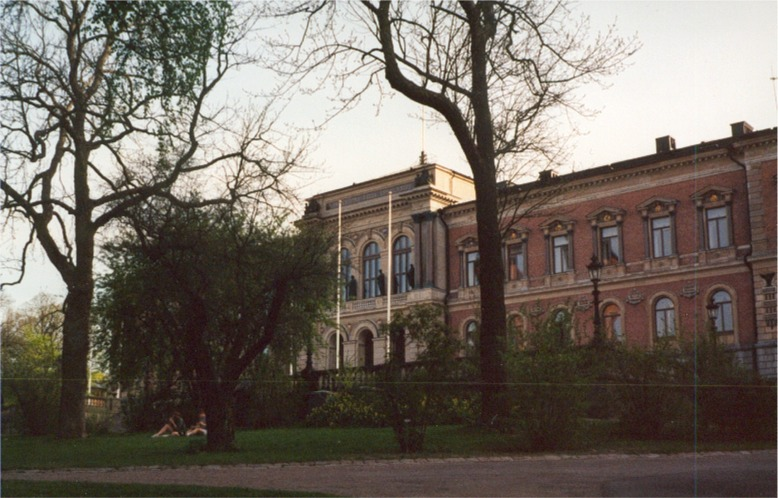
Hauptgebäude der Universität Uppsala oberhalb des Universitätsparks

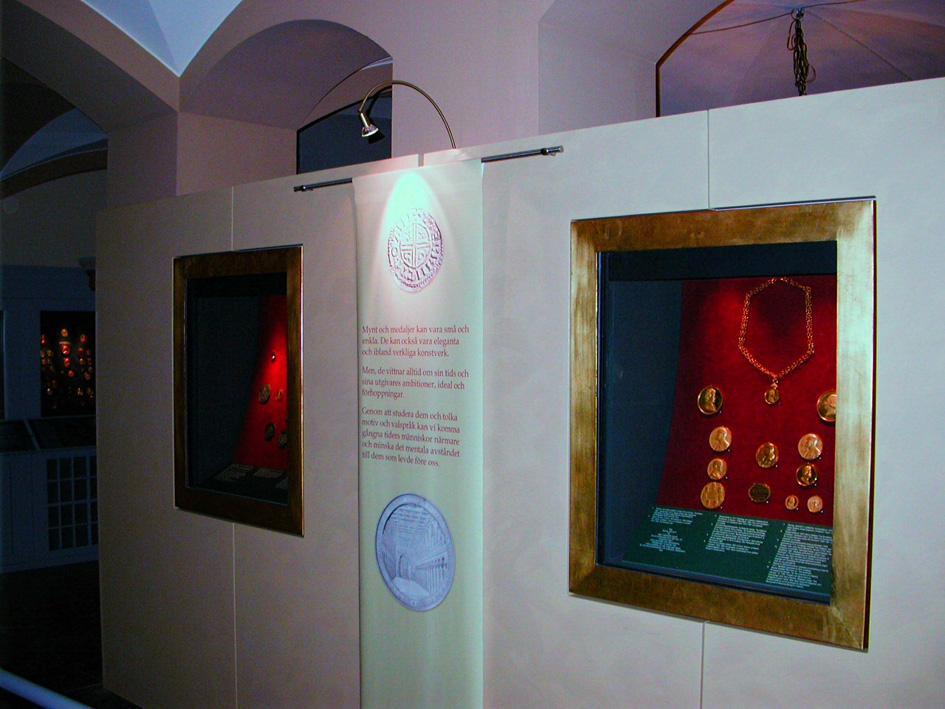
Münzkabinett der Universität Uppsala

Das Münzkabinett der Universität Uppsala ist neben dem Königlichen Münzkabinett in Stockholm eine der bedeutendsten Münzsammlungen in Schweden.
Durch seine breiten Sammlungsbestände ist es auch von internationaler Bedeutung. Die Anfänge der Sammlung gehen auf das 17. Jahrhundert zurück. Heute umfasst die Sammlung knapp 40.000 Objekte, die fortlaufend auf den Internetseiten des Münzkabinetts veröffentlicht werden. Das Münzkabinett befindet sich im Hauptgebäude der Universität Uppsala.